# PyMusique
PyMusique ist ein in Python geschriebenes Computerprogramm, welches Lieder aus dem iTunes Music Store der Firma Apple herunterladen kann. Das Programm wurde von Travis Watkins, Cody Brocious und Jon Lech Johansen erstmals im März 2005 veröffentlicht.
Im Gegensatz zum von Apple vorgesehenen Programm iTunes speichert PyMusique die Lieder unverschlüsselt ab.
Innerhalb von drei Tagen stellte Apple seine Software um und verhinderte so zunächst den Zugang per PyMusique. Kurz darauf wurde PyMusique angepasst, so dass es wieder funktionierte.
PyMusique wurde nach Angaben von Jon Lech Johansen kurz nach der Veröffentlichung nicht mehr aktiv entwickelt. Stattdessen konzentrierten die Bemühungen sich auf die Weiterentwicklung von SharpMusique. Dieses Programm sowie eine geringfügig angepasste Version von PyMusique konnten bis zum Sommer 2006 benutzt werden, um im iTunes Music Store Lieder zu kaufen. Kurz nach der Veröffentlichung von iTunes 7 stellte Apple dies ab, indem der Zugang zum Music Store mit iTunes 5 unmöglich gemacht wurde.